# Omar Sharif Jr.
Omar Sharif Jr. (Montreal, 28 de noviembre de 1983) es un actor, modelo y activista gay egipcio-canadiense, quien actualmente reside en los Estados Unidos.

## Biografía
Sharif es hijo de padre musulmán, Tarek, y de madre judía, Debbie. Sus abuelos paternos fueron Omar Sharif y Faten Hamama, ambos conocidos actores egipcios; sus abuelos maternos fueron sobrevivientes del Holocausto. Durante su infancia, estuvo viajando entre Montreal, París y El Cairo.

## Carrera
Ha trabajado como actor, participando en la miniserie egipcia de 2000, Wagh el qamar, la serie canadiense de 2005-06, Virginie, la película de cine egipcio Hassan wa Morcus (2008), y la irlandesa El Secreto de la Escritura (2016). Cuando se convirtió en actor, su abuelo le dijo: "Te di mi nombre, mi apariencia. No voy a darte nada más. Tienes que hacerlo por tu propia cuenta."
Su película más reciente 11 Horas, dirigida por Jim Sheridan, y coprotagonizada por Salma Hayek fue seleccionada en el Festival de Cine de TriBeCa en 2017.
También ha trabajado como modelo: fue "el rostro de Coca-Cola para el mundo árabe y apareció en una de las principales campañas de Calvin Klein en Egipto."

Fue presentador en los 83.os Premios Anuales de la Academia en 2011, durante el cual realizó un memorable sketch de comedia con Kirk Douglas.

## Activismo
En 2012, salió como gay en The Advocate, una revista gay. Tomando nota de las recientes elecciones parlamentarias en Egipto que tenían un "tratado secularista particularmente devastador", afirmó que la visión de "más libre, un Egipto más igualitario— una visión por la que muchos jóvenes patriotas dieron su vida en la Plaza Tahrir para ver realizarse — ha sido secuestrada." Se dice que "es el primer personaje público en ser abiertamente gay en el Mundo Árabe". Su anuncio llevó a las críticas generalizadas y  amenazas de violencia.
De 2013 a 2015, fue el portavoz nacional de la Alianza Gay y Lésbica contra la difamación (GLAAD).
En mayo de 2015, fue contratado para manejar asuntos comunitarios para el desarrollador de Nueva York Ian Reisner.
En una entrevista de agosto de 2015, Sharif dijo que su recién fallecido abuelo, Omar Sharif, había sido consciente de su homosexualidad y nunca había tenido un problema con eso. Él también dijo que esperaba un cambio de actitud de los egipcios hacia las personas gay. "Soy hijo, soy hermano, soy compañero de trabajo, yo soy un amigo", dijo. "Yo no soy un hecho, o una figura, o una estadística. Yo no soy un debate moral o ético".
Sharif dio un discurso en el Oslo Freedom Forum 2016 sobre su historia al salir durante la Primavera Árabe y admitió pensamientos suicidas.
En 2012, estaba viviendo en El Cairo, sin embargo poco después, incómodo sobre el "nuevo Egipto", dejó el país. En la actualidad reside en Los Ángeles. Tiene un título de la universidad de Queen's, una Maestría en Política Comparada de la Escuela de Economía de Londres y una licenciatura en Artes Escénicas del Instituto de Teatro y Cine Lee Strasberg.

## Honores y premios
Fue honrado como uno de los "Out 100" en 2012," "40 Under  40" de The Advocate en 2014 y 2015, y ganó el 'Premio Inspiración' en 2016 de la revista Actitud.